# پیمان نویی-سور-سن
پیمان نویی-سور-سن (به فرانسوی: Traité de Neuilly-sur-Seine) روز ۲۷ نوامبر سال ۱۹۱۹ بین متفقین جنگ جهانی اول و پادشاهی بلغارستان امضا شد. به موجب این پیمان بخش‌هایی از خاک بلغارستان به یوگسلاوی و یونان ضمیمه شد و همچنین نیروهای مسلح این به تنها ۲۰ هزار نفر داوطلب محدود گشت.